# موليهوي
موليهوي (بالدنماركية: Møllehøj) هي أعلى نقطة طبيعية في الدنمارك حيث تبلغ ارتفاعها 170,86 وتقع في بلدية سكاندربرغ وسط البلاد. عرفت التلة بأنها أعلى قمة في 2005 عندما أثبتت قياسات جديدة هذا.